# Ministerstvo národní obrany Čínské lidové republiky
Ministerstvo národní obrany Čínské lidové republiky (čínsky v českém přepisu Čung-chua žen-min kung-che-kuo kuo-fang-pchu, pchin-jinem Zhōnghuá rénmín gònghéguó guófángbù, znaky zjednodušené 中华人民共和国国防部) je ústřední výkonný orgán, ministerstvo, Státní rady Čínské lidové republiky nesoucí odpovědnost v některých oblastech týkajících se ozbrojených sil Čínské lidové republiky, především za mezinárodní kontakt a spolupráci Čínské lidové osvobozenecké armády s cizími ozbrojenými silami. Ministerstvo je hierarchicky podřízeno Ústřední vojenské komisi Čínské lidové republiky, respektive Ústřední vojenské komisi Komunistické strany Číny (obě komise de facto fungují jako duální orgán sestávající ze stejných lidí).
V čele ministerstva stojí ministr národní obrany, jehož funkce je vysoce prestižní; její význam přesahuje faktický mocenský vliv samotného ministerstva. Ministr bývá členem nebo místopředsedou výše uvedených ústředních vojenských komisí, které stojí v čele ozbrojených sil a které bezprostředně řídí nejdůležitější vojenské orgány centrální (generální štáb, hlavní politickou správu, správu logistiky, správu vyzbrojování, velitelství pozemních sil, námořnictva a letectva atd.) i regionální.

## Historie
Ministerstvo bylo zřízeno roku 1954, v souvislosti s reorganizací státní správy po přijetí první ústavy Čínské lidové republiky. Kromě mezinárodních vztahů oficiálně odpovídá také za různé administrativní záležitosti týkající se armády, jako je organizace náboru a odvodů, výcviku, výzkumu a vývoje, personální evidenci a hodnocení důstojníků, mobilizační otázky.